# Ballon de Paris
O Ballon de Paris é um balão cativo, servindo como atração turística e como ferramenta de conscientização sobre a qualidade do ar, instalado em Paris desde 1999 no parque André-Citroën. Projetado e desenvolvido pela empresa Aerophile, recebeu meio milhão de visitantes em dez anos.